# Jack Crawford (jugador de críquet)
John Neville «Jack» Crawford (1 de diciembre de 1886 - 2 de mayo de 1963) fue un jugador de críquet inglés de primera clase que jugó principalmente para el Surrey County Cricket Club y South Australia. Un aficionado, jugó como un todoterreno. Como bateador diestro, Crawford tenía la reputación de anotar rápidamente y realizar tiros potentes. Lanzó un trompo de ritmo medio y se destacó por su precisión y su capacidad para hacer que la pelota girara bruscamente desde el campo. Inusualmente para un jugador de críquet de primera clase, Crawford usaba anteojos mientras jugaba.
Crawford se ganó la reputación de ser un jugador de críquet excepcional cuando aún era un escolar. Jugó al Test cricket para Inglaterra antes de los 21 años y realizó una exitosa gira por Australia con el Marylebone Cricket Club (MCC) en 1907–08. Jugó solo 12 partidos con Inglaterra, aunque los críticos creían que tenía un gran futuro en el deporte y era un potencial futuro capitán de Inglaterra. En dos temporadas sucesivas en Inglaterra, completó el doble de 1000 carreras y 100 terrenos en juegos de primera clase.
Una disputa sobre la composición de un equipo de Surrey elegido para jugar un juego de alto perfil en 1909, después de que varios jugadores profesionales fueran omitidos por razones disciplinarias, llevó a una discusión cada vez más amarga entre Crawford y las autoridades de Surrey. A Crawford le dijeron que no tenía futuro con el club y se mudó a Australia. Allí, trabajó como profesor y continuó su carrera de críquet con Australia del Sur. Este arreglo tuvo un final controvertido, cuando se enfrentó con la South Australian Cricket Association por dinero y se mudó a Nueva Zelanda para jugar en Otago.
Esa relación también terminó mal, y dejó Otago antes de ser reclutado en las fuerzas armadas de Nueva Zelanda cerca del final de la Primera Guerra Mundial. Cuando fue desmovilizado, regresó a Inglaterra e hizo las paces con Surrey. Jugó un puñado de juegos entre 1919 y 1921, pero se desvaneció del críquet de primera clase para seguir una carrera en la industria. En todo el críquet de primera clase, Crawford anotó 9488 carreras con un promedio de 32.60 y tomó 815 terrenos con un promedio de 20.66. Aunque continuó jugando al críquet en un nivel inferior, el resto de la vida de Crawford pasó en relativa oscuridad.

## Primeros años y carrera

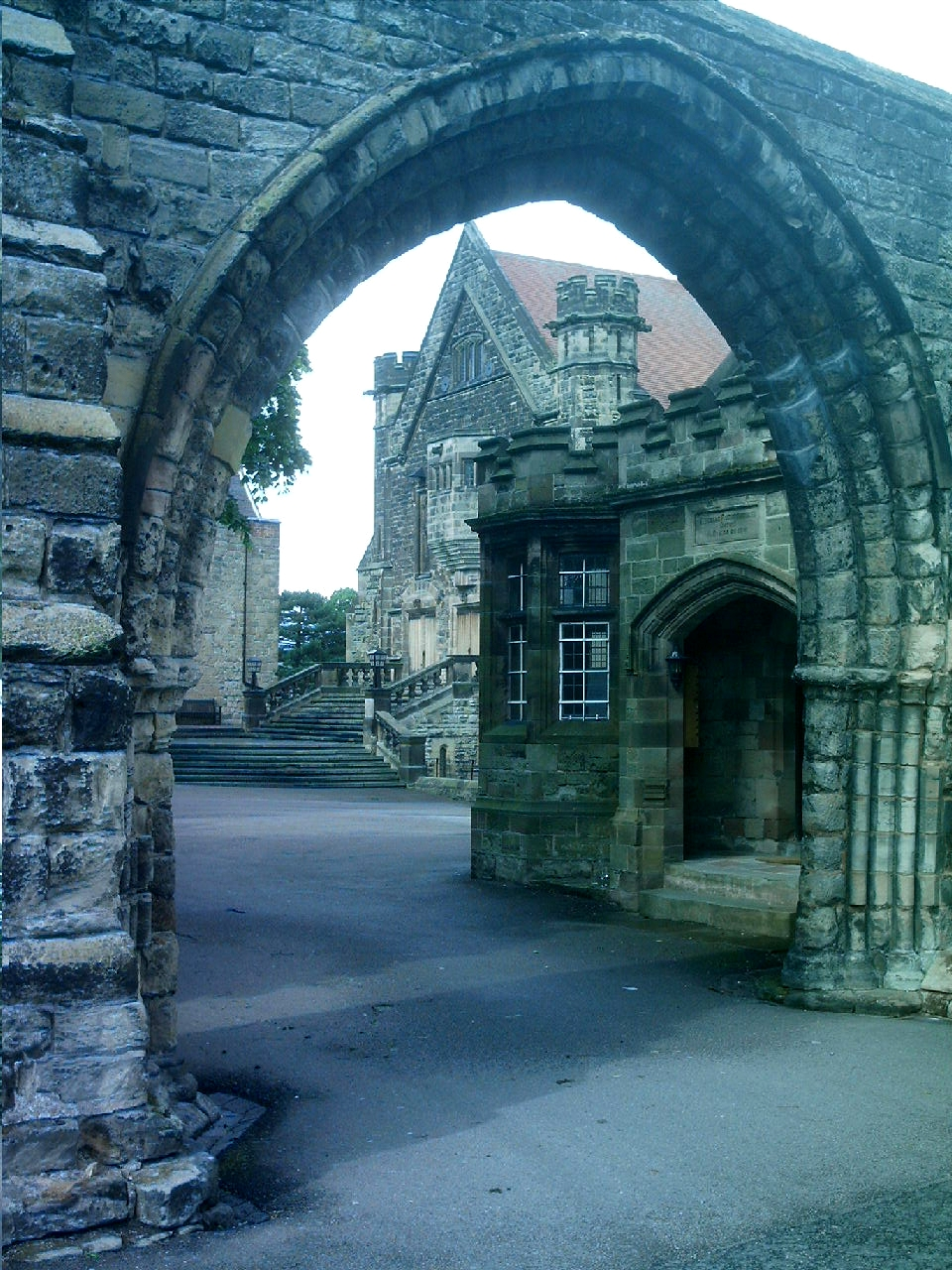
Una escuela vista a través de una puerta de piedra Repton School, donde Crawford estableció su reputación como jugador de críquet

Jack Crawford nació el 1 de diciembre de 1886 en Cane Hill, Coulsdon, Surrey, el menor de tres hijos del reverendo John Charles Crawford y su esposa Alice; la pareja también tuvo tres hijas. Crawford padre era el capellán del recientemente inaugurado Cane Hill Asylum, en cuyos terrenos nació Crawford. Creció en un entorno de críquet. Su padre y su tío, Frank Crawford, jugaban al críquet de primera clase para Kent; sus hermanos Vivian y Reginald también eran jugadores de críquet de primera clase. Toda la familia jugó al críquet y animó a Crawford desde que era pequeño, y desde los once años jugaba regularmente con adultos.
Después de asistir a la escuela de Glengrove en Eastbourne, Crawford fue a la escuela de St Winifred en Henley-on-Thames donde, en sus dos años en el equipo de críquet, anotó 2093 carreras y tomó 366 terrenos. En 1902, Crawford se trasladó a Repton School. Llegó al equipo de críquet en su primer año, permaneció en el once hasta que dejó la escuela en 1905. Su impacto fue considerable. Un informe de 1906 en Wisden Cricketers' Almanack lo calificó como uno de los mejores tres jugadores de críquet en los últimos 40 años, solo igualado por A. G. Steel y Stanley Jackson. Los historiadores del críquet también elogiaron su críquet en Repton. Benny Green señala que sus prolíficos logros "crearon... el caos entre los jugadores de críquet escolares". Gerald Brodribb lo describe como "probablemente el mejor jugador de críquet de todos los tiempos".
En 1904, Crawford dominaba al equipo Repton. Anotó 759 carreras y sus 75 terrenos fueron más que el total combinado de todos los demás jugadores de bolos del equipo. Fue particularmente eficaz en los partidos más importantes de la escuela. El informe en Wisden lo describió como posiblemente el mejor jugador de bolos aficionado en Inglaterra ese año: Lanzó a un ritmo medio fuera de efecto, aunque varió la velocidad de su lanzamiento de lento a rápido. El club de críquet del condado de Surrey se interesó en Crawford casi de inmediato, llamándolo a un juicio en 1903. Tras sus logros en 1904, fue invitado a jugar para el condado. El club del condado se encontraba en medio de un período de incertidumbre; varios hombres capitanearon el equipo, pero solo por un puñado de partidos cada uno. La composición del equipo cambiaba continuamente y el equipo se desempeñaba mal, lo que provocaba malestar entre los aficionados acostumbrados al éxito. Crawford fue solo uno de los muchos jugadores incorporados como experimento, aunque uno de los más exitosos. Hizo su debut en primera clase contra Kent. Tomando tres terrenos y la máxima puntuación en las primeras entradas de Surrey con 54, Crawford hizo lo suficientemente bien como para retener su lugar durante otros siete juegos, y fue elogiado en la prensa por sus actuaciones. Contra Gloucestershire, tomó siete terrenos para 43 carreras en la segunda entrada y un total de diez terrenos en el partido. En la temporada en su conjunto, tomó 44 terrenos de primera clase con un promedio de 16.93 para superar los promedios de bolos del condado y anotó 229 carreras con un promedio de 16.35.
Aunque se vio obstaculizado por lesiones durante la temporada de 1905 para Repton, la última en la escuela, Crawford anotó 766 carreras con un promedio de bateo de 85. En los cinco partidos en los que estuvo en forma para jugar a los bolos, tomó 55 terrenos con un promedio menor de 13. En las vacaciones de agosto, volvió a jugar con Surrey. Apareció en un juego de principios de temporada para Surrey contra los "Gentlemen of England" antes de que comenzara la temporada escolar. El condado también le escribió a Repton preguntando si Crawford podía jugar durante el período lectivo, pero la escuela se negó a otorgarle el permiso. En su segundo juego, tomó siete por 90 contra Yorkshire y en el tercero, anotó su primer siglo de primera clase, 119 no contra Derbyshire, para convertirse en el centurión más joven del condado, un récord que no se batió hasta 2013. Más tarde, tomó ocho de 24 contra Northamptonshire y anotó 142 sin out contra Leicestershire. Al final de la temporada, jugó en el Festival Hastings, apareciendo en varios juegos representativos para equipos que representan al sur de Inglaterra y jugó para el resto de Inglaterra contra los campeones del condado de Yorkshire. Crawford terminó segundo en los promedios de bateo de Surrey para 1905; en todos los juegos de primera clase, anotó 543 carreras con un promedio de 33.93 y tomó 47 terrenos con un promedio de 18.46. Cuando terminó la temporada, fue invitado por el Marylebone Cricket Club (MCC) a unirse a su gira por Sudáfrica ese invierno.